# Skate America 2023
Navigation
Édition précédente Édition suivante

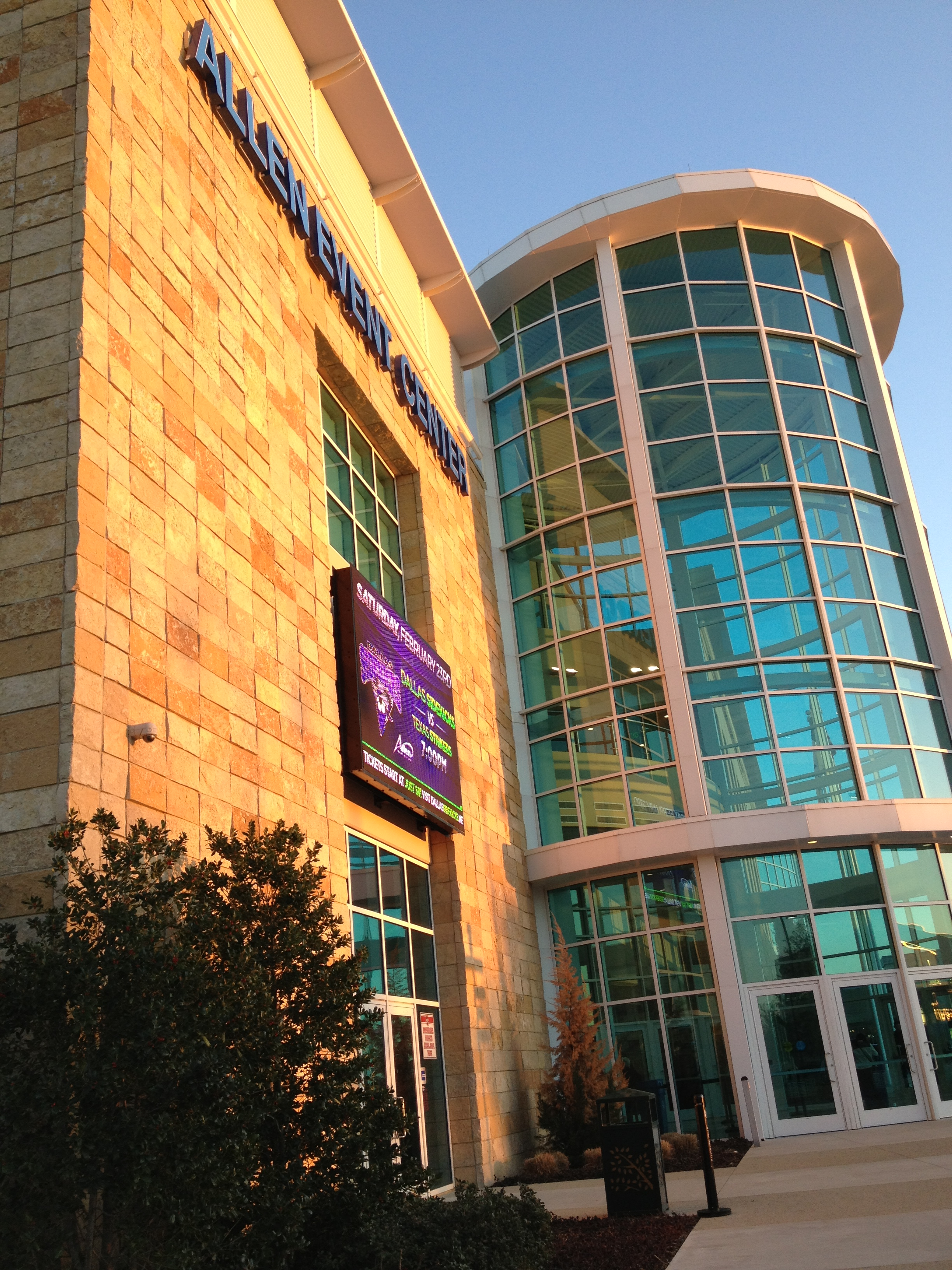
Centre d'événements d'Allen (Texas)

Le Skate America est une compétition internationale de patinage artistique qui se déroule aux États-Unis au cours de l'automne. Il accueille des patineurs amateurs de niveau senior dans quatre catégories: simple messieurs, simple dames, couple artistique et danse sur glace.
Le quarante-deuxième Skate America est organisé du 20 au 22 octobre 2023 à l'Event Center de Allen au Texas. Il est la première compétition du Grand Prix ISU senior de la saison 2023/2024.
Depuis le 1er mars 2022, l'Union internationale de patinage interdit aux patineurs artistiques et aux officiels de la fédération de Russie et de la Biélorussie de participer et d'assister à toutes les compétitions internationales en raison de l'invasion russe de l'Ukraine le 24 février 2022. Les athlètes russes et biélorusses ne peuvent donc participer à aucune épreuve du Grand Prix ISU 2023-2024, pour la deuxième année consécutive.

## Résultats

### Messieurs
| Rang | Nom                 | Pays        | Points | Programme court | Programme court | Programme libre | Programme libre |
| ---- | ------------------- | ----------- | ------ | --------------- | --------------- | --------------- | --------------- |
| 1    | Ilia Malinin        | États-Unis  | 310.47 | 1               | 104.06          | 1               | 206.41          |
| 2    | Kevin Aymoz         | France      | 279.09 | 2               | 97.34           | 2               | 181.75          |
| 3    | Shun Sato           | Japon       | 247.50 | 3               | 91.61           | 4               | 155.89          |
| 4    | Nika Egadze         | Géorgie     | 237.45 | 5               | 85.76           | 5               | 151.69          |
| 5    | Vladimir Litvintsev | Azerbaïdjan | 237.44 | 8               | 74.61           | 3               | 162.83          |
| 6    | Nozomu Yoshioka     | Japon       | 233.56 | 4               | 87.44           | 7               | 146.12          |
| 7    | Andrew Torgashev    | États-Unis  | 219.67 | 11              | 68.71           | 6               | 150.96          |
| 8    | Tatsuya Tsuboi      | Japon       | 216.98 | 9               | 72.57           | 8               | 144.41          |
| 9    | Deniss Vasiļjevs    | Lettonie    | 215.34 | 6               | 75.84           | 10              | 139.50          |
| 10   | Maxim Naumov        | États-Unis  | 210.53 | 10              | 70.73           | 9               | 139.80          |
| 11   | Stephen Gogolev     | Canada      | 210.48 | 7               | 74.73           | 11              | 135.75          |
| 12   | Andreas Nordebäck   | Suède       | 198.95 | 12              | 66.28           | 12              | 132.67          |

### Dames
| Rang | Nom                | Pays         | Points | Programme court | Programme court | Programme libre | Programme libre |
| ---- | ------------------ | ------------ | ------ | --------------- | --------------- | --------------- | --------------- |
| 1    | Loena Hendrickx    | Belgique     | 221.28 | 1               | 75.92           | 1               | 145.36          |
| 2    | Isabeau Levito     | États-Unis   | 208.15 | 3               | 70.07           | 2               | 138.08          |
| 3    | Niina Petrõkina    | Estonie      | 194.55 | 4               | 65.02           | 4               | 129.53          |
| 4    | Hana Yoshida       | Japon        | 190.98 | 9               | 59.40           | 3               | 131.58          |
| 5    | Amber Glenn        | États-Unis   | 189.63 | 2               | 71.45           | 5               | 118.18          |
| 6    | Mone Chiba         | Japon        | 177.79 | 5               | 64.24           | 6               | 113.55          |
| 7    | Ekaterina Kurakova | Pologne      | 173.75 | 7               | 60.45           | 7               | 113.30          |
| 8    | Mana Kawabe        | Japon        | 168.98 | 6               | 62.80           | 8               | 106.18          |
| 9    | An Xiangyi         | Chine        | 165.40 | 8               | 59.74           | 9               | 105.66          |
| 10   | Clare Seo          | États-Unis   | 163.77 | 11              | 58.14           | 10              | 105.63          |
| 11   | You Young          | Corée du Sud | 157.36 | 12              | 56.21           | 11              | 101.15          |
| 12   | Wi Seo-yeong       | Corée du Sud | 156.02 | 10              | 58.55           | 12              | 97.47           |

### Couples
| Rang | Nom                                      | Pays        | Points | Programme court | Programme court | Programme libre | Programme libre |
| ---- | ---------------------------------------- | ----------- | ------ | --------------- | --------------- | --------------- | --------------- |
| 1    | Annika Hocke / Robert Kunkel             | Allemagne   | 184.23 | 1               | 63.59           | 1               | 120.64          |
| 2    | Lia Pereira / Trennt Michaud             | Canada      | 182.59 | 2               | 63.22           | 2               | 119.37          |
| 3    | Chelsea Liu / Balázs Nagy                | États-Unis  | 177.66 | 3               | 61.23           | 3               | 116.43          |
| 4    | Valentina Plazas / Maximiliano Fernandez | États-Unis  | 157.08 | 7               | 49.51           | 4               | 107.57          |
| 5    | Isabelle Martins / Ryan Bedard           | États-Unis  | 154.66 | 4               | 52.59           | 5               | 102.07          |
| 6    | Irma Caldara / Riccardo Maglio           | Italie      | 138.18 | 5               | 52.22           | 6               | 85.96           |
| 7    | Anastasia Vaipan-Law / Luke Digby        | Royaume-Uni | 133.84 | 6               | 50.60           | 7               | 83.24           |

### Danse sur glace
| Rang | Nom                                   | Pays         | Points | Danse rythmique | Danse rythmique | Danse libre | Danse libre |
| ---- | ------------------------------------- | ------------ | ------ | --------------- | --------------- | ----------- | ----------- |
| 1    | Madison Chock / Evan Bates            | États-Unis   | 212.96 | 1               | 84.87           | 1           | 128.09      |
| 2    | Marjorie Lajoie / Zachary Lagha       | Canada       | 196.99 | 2               | 77.80           | 2           | 119.19      |
| 3    | Evgeniia Lopareva / Geoffrey Brissaud | France       | 193.47 | 3               | 77.20           | 3           | 116.27      |
| 4    | Caroline Green / Michael Parsons      | États-Unis   | 185.07 | 5               | 75.05           | 4           | 110.02      |
| 5    | Natálie Taschlerová / Filip Taschler  | Tchéquie     | 184.84 | 4               | 75.21           | 5           | 109.63      |
| 6    | Olivia Smart / Tim Dieck              | Espagne      | 180.67 | 6               | 71.96           | 6           | 108.71      |
| 7    | Oona Brown / Gage Brown               | États-Unis   | 177.21 | 7               | 71.34           | 7           | 105.87      |
| 8    | Kateřina Mrázková / Daniel Mrázek     | Tchéquie     | 170.84 | 8               | 67.95           | 9           | 102.89      |
| 9    | Hannah Lim / Ye Quan                  | Corée du Sud | 169.11 | 9               | 65.49           | 8           | 103.62      |
| 10   | Holly Harris / Jason Chan             | Australie    | 156.98 | 10              | 61.99           | 10          | 94.99       |

## Source
- Résultats du Skate America 2023